# عبد الله بووانو
عبد الله بووانو (14 فبراير 1965، القصر الكبير) طبيب وسياسي وبرلماني مغربي. وهو برلماني منذ عام 2007 عن حزب العدالة والتنمية عن دائرة مكناس، وعضو الأمانة العامة لحزب العدالة والتنمية، كما يشغل رئيس الفريق البرلماني لحزب العدالة والتنمية في البرلمان المغربي لولايتين متتاليتين. فاز بووانو بعضوية برلمان المغرب بعد انتخابات 2021. 